# El parque de juegos (cuento de Ray Bradbury)
El parque de juegos (título original en inglés: The Playground) es un cuento del escritor estadounidense Ray Bradbury publicado originalmente en la edición británica de The Illustrated Man (1952). En Estados Unidos aparece publicado en la revista  Esquire en octubre de 1953. También es publicado en Fahrenheit 451 (1953) para cumplir con el acuerdo con Doubleday de que el libro fuera una colección en lugar de una novela.
Posteriormente será reeditado en The Stories of Ray Bradbury (1980).

## Argumento
Charles Underhill vive con su hijo de tres años Jim y, desde que muriera un año atrás su mujer, con su hermana Carol.
Cuando Carol le comunica que al día siguiente llevará al niño al parque de juegos, Charles visita el parque y se horroriza al ver niños persiguiéndose unos a otros, golpearse, sangrar.
Charles prohíbe a su hermana que lleve a Jim al parque y, en un exceso de sobreprotección, valora ponerle un preceptor para que no tenga que ir a la escuela.

## Adaptaciones
Pedro Olea adaptó la historia en un corto titulado El parque de juegos (1963) como práctica de segundo curso, mientras estudiaba en la 
Escuela Oficial de Cinematografía (EOC).
El propio Bradbury adaptó el cuento para la serie televisiva The Ray Bradbury Theater. El episodio titulado The Playground fue emitido el 4 de junio de 1985. Dirigido por William Fruet, fue interpretado por William Shatner, Keith Dutson y Kate Trotter.